# کلود کرک
کلود کرک (انگلیسی: Claude R. Kirk, Jr.؛ ۷ ژانویهٔ ۱۹۲۶ – ۲۸ سپتامبر ۲۰۱۱) یک افسر و سیاستمدار اهل ایالات متحده آمریکا بود.